# Shaggy 2 Dope
Shaggy 2 Dope (n. Joseph William Utsler; n. 14 octombrie 1974, Michigan, SUA) este un rapper, textier, producător muzical, actor și fost wrestler american. Alături de Violent J este fondatorul Insane Clown Posse și Juggalo Wrestling Championship, iar alături de cel din urmă și Alexis Abbiss este fondatorul casei de discuri Psychopathic Records.

## Cariera muzicală
În 1989, sub numele de Kangol Joe, alături de Joseph Bruce și fratele său John, au format trupa JJ Boys și au lansat single-ul intitulat „Party at the Top of the Hill” însă trupa nu a urmat o carieră muzicală serioasă.

### Insane Clown Posse
La sfârșitul anului 1991, Inner City Posse și-a schimbat stilul, imaginea și numele. Violent J a avut un vis în care un clovn alerga prin cartierul Delray, vis care a devenit inspirația pentru noul nume al grupului: „Insane Clown Posse". În acea noapte, când s-a întors acasă, Bruce a avut un alt vis în care spirite dintr-un carnaval ambulant i-au apărut — o imagine ce avea să devină baza mitologiei Dark Carnival, detaliată în seria de albume Joker's Cards a grupului. Aceste povești oferă fiecare câte o lecție specifică, menită să schimbe „căile rele” ale ascultătorilor înainte ca „sfârșitul să ne consume pe toți.” Insane Clown Posse are o comunitate de fani devotați, cunoscuți de către trupă sub numele de Juggalos și Juggalettes.

### Ca artist solo
| Denumire                                                                     | Casă de discuri      | Data lansării     |
| ---------------------------------------------------------------------------- | -------------------- | ----------------- |
| Fuck Off!                                                                    | Psychopathic Records | 22 noiembrie 1994 |
| F.T.FO.                                                                      | Psychopathic Records | 21 februarie 2006 |
| F.T.FO.M.F.                                                                  | Psychopathic Records | 26 mai 2017       |
| Gloomy Sunday                                                                | Psychopathic Records | 10 ianuarie 2019  |
| Shaggy 2 Dope Presents Professor Shaggs And The Quest For The Ultimate Grove | Psychopathic Records | 26 mai 2023       |

## Filmografie
| Denumire               | Data Lansării | Rol                           |
| ---------------------- | ------------- | ----------------------------- |
| Santa With Muscles     | 1996          | figurant necreditat           |
| Backstage Sluts        | 1998          | Shaggy 2 Dope                 |
| Backstage Pass         | 1999          | Shaggy 2 Dope                 |
| Big Money Hu$tla$      | 2000          | Sugar Bear                    |
| Bowling Balls          | 2004          | Shaggy                        |
| Death Racers           | 2008          | Shaggy 2 Dope                 |
| Big Money Ru$tla$      | 2010          | Sugar Wolf                    |
| Aqua Teen Hunger Force | 2010          | Shaggy 2 Dope                 |
| 1,000 Ways to Die      | 2011          | Versiune parodiată a acestuia |

## Influențe
Shaggy 2 Dope a spus că influențele sale sunt: Run-DMC, Ice-T, Rodney O & Joe Cooley, Afrika Bambaataa, Esham, N.W.A., Ice Cube, Awesome Dre și Geto Boys.